# Images (film)
Images is een Amerikaanse thriller uit 1972 onder regie van Robert Altman.

## Verhaal
Cathryn heeft zich van de buitenwereld afgezonderd in een landhuis. Daar wil ze een kinderroman schrijven. Ze lijdt er echter psychologisch van haar angsten. Daarbij verliest ze de werkelijkheid uit het oog. Ze begint te hallucineren over de mannen uit haar leven. Door een zenuwinzinking tracht ze die mannen zelfs te vermoorden, hoewel sommige van hen al dood zijn.

## Rolverdeling
| Acteur           | Personage |
| ---------------- | --------- |
| Susannah York    | Cathryn   |
| René Auberjonois | Hugh      |
| Marcel Bozzuffi  | Rene      |
| Hugh Millais     | Marcel    |
| Cathryn Harrison | Susannah  |
| John Morley      | Oude man  |